# Артбук
Графічний альбом чи артбук (від англ. artbook) — колекція зображень та ілюстрацій, зібрана у вигляді альбому під однією обкладинкою.

## Тематика
Вміст графічного альбому майже завжди пов'язаний між собою спільною темою, будь то твори окремого образотворчого жанру, образотворчого або фотомистецтва взагалі або конкретного художника або фотографа. За останні роки також зросла популярність рекламних графічних альбомів, присвячених творам інших напрямів мистецтва, наприклад, кінематографа, відеоігор і аніме.

## Езіни-артбуки
Останнім часом артбуки виходять часто в форматі езін. Подібні електронні журнали також мають назву огляду (англ. Review) або вітрини (англ. Showcase), залежно від контексту. Огляди містять роботи за певний період, а вітрини — це майданчики, де розміщують роботи художників з вказівкою контактів.

## Інші значення
В іншому сенсі слово артбук означає книгу зроблену своїми руками та власноруч проілюстровану. Часто навіть папір створюється автором артбука. Періодичні артбуки називаються фензинами. Наклад артбуків залежить від багатьох факторів, зокрема: матеріалів та складності виготовлення, концепції твору тощо. Майстри створюють артбуки з абсолютно різних матеріалів: дерева, пластику, текстилю тощо. Такі артбуки можна вважати як елітарним явищем, так і «книгою для народу». Проте вартість та особливості виконання перешкоджають масовості цих видань.